# Campionati del mondo di ciclismo su strada 1961 - Gara in linea maschile Professionisti
La ventottesima edizione della gara in linea maschile Professionisti dei Campionati del mondo di ciclismo su strada si è svolta il 3 settembre 1961 su un circuito di 12,96 km da ripetere 22 volte per un percorso totale di 285,25 km con partenza ed arrivo a Berna, in Svizzera. La vittoria è stata appannaggio del belga Rik Van Looy che bissa il successo dello scorso anno, il quale ha completato il percorso in 7h46'35", alla media di 36,68 km/h, precedendo l'italiano Nino Defilippis e il francese Raymond Poulidor.
Partenza con 71 ciclisti, dei quali 32 hanno portato a termine la competizione.

## Il percorso
Il circuito si snodava nei dintorni di Berna con diversi saliscendi per un dislivello totale di 4422 metri.

## Squadre partecipanti
| N.            | Cod. | Squadra        |
| ------------- | ---- | -------------- |
| 1             | AUS  | Australia      |
| 2-9           | BEL  | Belgio         |
| 14-24         | RFT  | Germania Ovest |
| 26-36         | FRA  | Francia        |
| 37-47         | GBR  | Gran Bretagna  |
| 49            | IRL  | Irlanda        |
| 50-59         | ITA  | Italia         |
| 63            | JPN  | Giappone       |
| 64-66         | LUX  | Lussemburgo    |
| 69-80         | NLD  | Paesi Bassi    |
| 81-84         | AUT  | Austria        |
| 85            | SWE  | Svezia         |
| 86-91 105-107 | ESP  | Spagna         |
| 93-100        | SUI  | Svizzera       |
| 104           | DEN  | Danimarca      |

## Ordine d'arrivo (Top 10)
| Pos. | Corridore        | Squadra       | Tempo    |
| ---- | ---------------- | ------------- | -------- |
| 1    | Rik Van Looy     | Belgio        | 7h46'35" |
| 2    | Nino Defilippis  | Italia        | s.t.     |
| 3    | Raymond Poulidor | Francia       | s.t.     |
| 4    | José Bernárdez   | Spagna        | s.t.     |
| 5    | Jo de Roo        | Paesi Bassi   | s.t.     |
| 6    | Jean Stablinski  | Francia       | s.t.     |
| 7    | Jef Planckaert   | Belgio        | s.t.     |
| 8    | Gastone Nencini  | Italia        | s.t.     |
| 9    | Tom Simpson      | Gran Bretagna | s.t.     |
| 10   | Hans Junkermann  | Germania O.   | s.t.     |